# Mantois

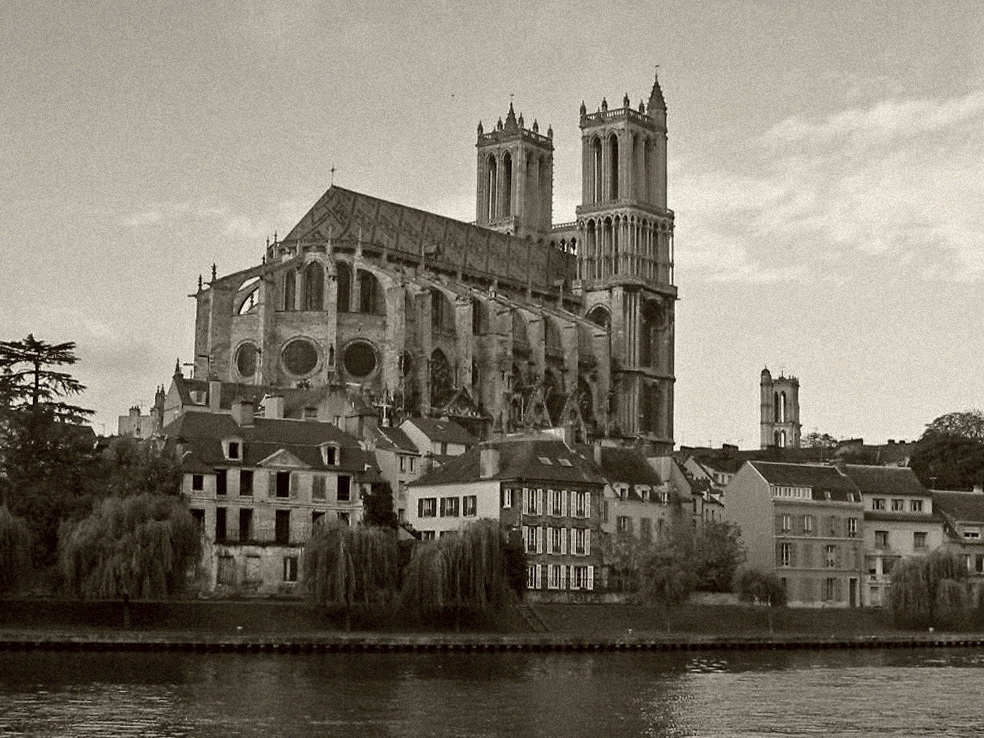
La collégiale Notre-Dame de Mantes.

Le Mantois est une région naturelle de France du nord-ouest des Yvelines, située autour de Mantes-la-Jolie. Occupant la partie occidentale de l'ancien Pincerais, elle est limitrophe des  régions et cours d'eau suivants : Vexin français au nord (outre Seine), Madrie à l'ouest, Drouais au sud-ouest, Mauldre à l'est et Plaine de Montfort-l'Amaury au sud-est.

## Histoire

La province de l'Île-de-France sous l'Ancien Régime et ses pays.

Sous l'ancien régime, le Mantois était un pays de la province d'Île-de-France.